# Günter Beck

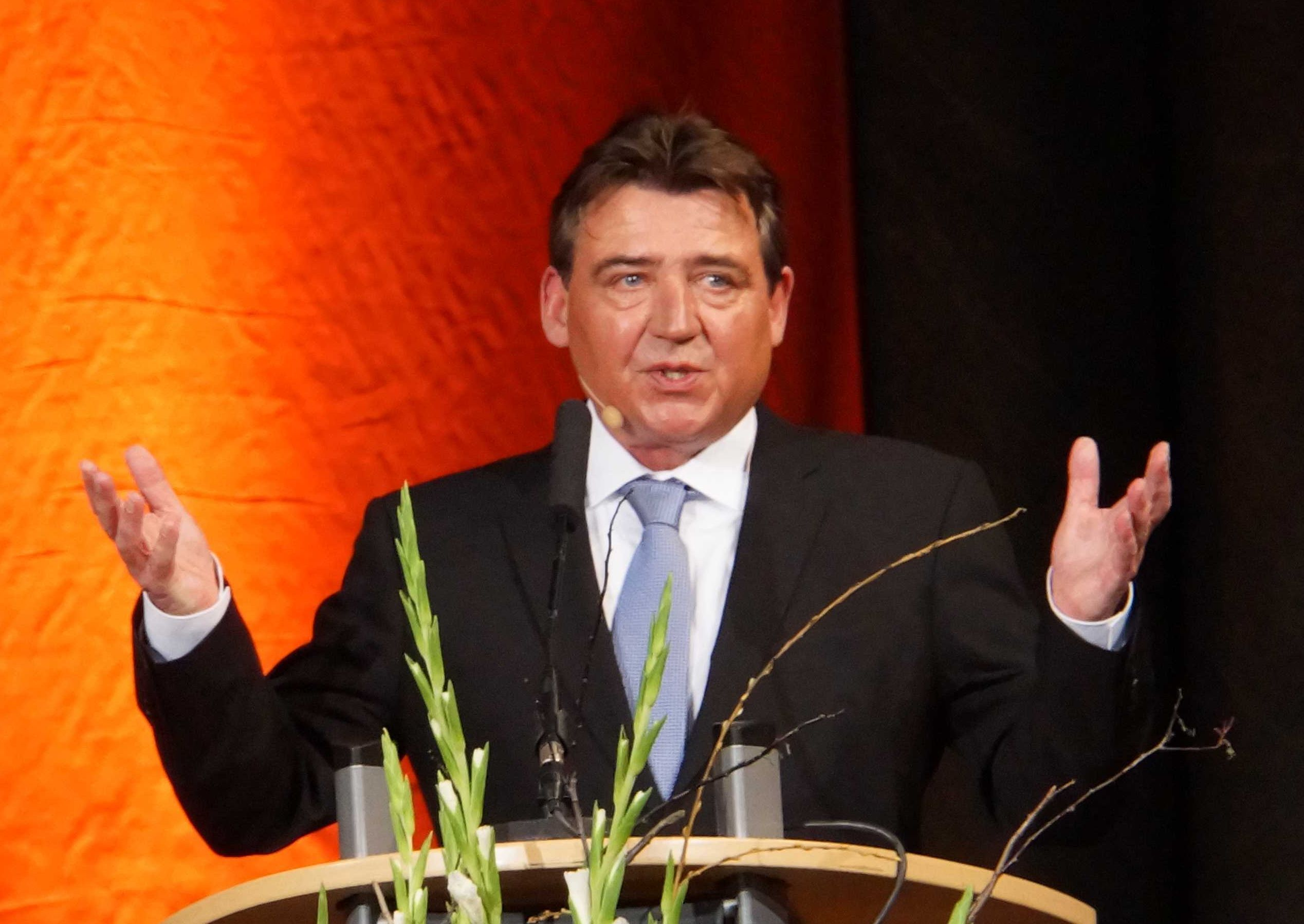
Günter Beck, Rede bei der Amtsübergabe an Oberbürgermeister Michael Ebling.

Günter Beck (* 4. September 1956 in Mainz-Mombach) ist ein deutscher Politiker der Partei Bündnis 90/Die Grünen. Seit Februar 2010 ist er Bürgermeister der Landeshauptstadt Mainz und Dezernent für Finanzen, Beteiligungen und Sport.

## Politische Karriere
1984 wurde er erstmals in den Mainzer Stadtrat gewählt, damals als unabhängiger, parteiloser Kandidat auf einer offenen Liste der GRÜNEN. 1990 gab er sein Stadtratsmandat auf, um als Leiter des städtischen Haus der Jugend zu arbeiten. Nachdem er sich selbständig gemacht hatte, wurde er 1994 wieder in den Stadtrat gewählt. 1998 trat er Bündnis 90/Die Grünen bei. 2003 wurde er Pächter eines Teils der Gastronomie der „Alten Patrone“, dem „Friedenspulvermagazin Nr. 20“ der Festung Mainz. Die Presse berichtete Mitte 2010, dass aufgrund von mündlich verhandelten Verträgen bzw. Vertragszusätzen ein fünfstelliger Eurobetrag aufgelaufen war, bei dem es um strittige Nebenkostenrückstände ging. Da Beck im Februar 2010 Bürgermeister und Finanzdezernent der Stadt geworden war, stellte er einen eigenen Antrag vor Gericht, um zu einem gerichtlichen Vergleich mit dem Verpächter, der Mainzer Wohnbau, zu kommen und seine Integrität darzustellen.
Als Nachfolger für Jens Beutel, der am 31. Dezember 2011 in den Ruhestand trat, übte er das Vertretungsrecht für den Oberbürgermeister bis zur Amtseinführung des neuen Oberbürgermeisters am 18. April 2012 aus. Beck trat ebenfalls als Kandidat dieser Wahl an. Sein Wahlkampf wurde von Katharina Binz koordiniert.
Der erste Wahlgang fand am 11. März 2012 statt, Beck erreichte 26,6 % (17.204 Wählerstimmen) und war damit Zweitplatzierter hinter dem SPD-Kandidaten Michael Ebling, der 40,5 % (entspricht 26.202 Wählerstimmen) erreichte. Die Stichwahl zwischen Ebling und Beck am 25. März 2012 verlor Beck mit 41,8 % der Stimmen, Ebling errang 58,2 %.
Im Mai 2017 wurde Beck vom Mainzer Stadtrat erneut für eine achtjährige Amtszeit als Bürgermeister und Finanzdezernent gewählt.
Beck ist Gründungsmitglied des alternativen Mainzer Fastnachtvereins Meenzer Drecksäck , sowie seit August 2018 Präsident der Carl-Zuckmayer-Gesellschaft.
Von 13. Oktober 2022 bis Ende März 2023 übernahm Beck erneut die Geschäftsführung als Oberbürgermeister der Stadt Mainz, da Michael Ebling zum Innenminister in Rheinland-Pfalz ernannt wurde. Günter Beck kündigte an, dass er zum Ende seiner zweiten Amtszeit als Dezernent aufhören und in Ruhestand gehen wird. Der neue Dezernent wird im Februar 2026 gewählt.